# Industriearchitektur
Industriearchitektur ist die Architektur von Gebäuden, in denen industrielle Produktions- und Fertigungsprozesse stattfinden, wie zum Beispiel Fabriken und Werkstätten. Seit der Industrialisierung ab dem 18. Jahrhundert sind diese Gebäude ein wichtiger Bestandteil der gebauten Umgebung und unterliegen den Wandlungen der Architekturstile. Sie gelten aber auch als Vorreiter der Modernen Architektur. Prägende Bautypen sind Fabrikationshallen, Heiz- oder Hüttenwerke, Fördertürme, Verkehrsbauten – zunächst der Eisenbahn, dann der Kraftfahrzeuge – und Wasserbauwerke wie Wasserwerke und Wassertürme. Zur Industrie- und Fabrikarchitektur als Produktionsstätten zählen weder die Heiz- und Hüttenwerke noch die Verkehrsbauten oder die Wasserwerke. Die letztgenannten gehören zu den Infrastrukturbauten. Industriearchitektur steht als Teil der Industriekultur in einem größeren kulturgeschichtlichen Zusammenhang.

## Geschichte
Bei der Industriearchitektur im 19. und 20. Jahrhundert dominieren funktionelle Bedürfnisse technischer Großanlagen die Architektur. Bisweilen spielen jedoch auch repräsentative Aspekte eine Rolle. Zugleich formt sie Landschaft und verändert die Landschaftsästhetik.
Herausragende Beispiele der Entwicklung in Deutschland sind:
- Gießereihalle der Sayner Hütte in Bendorf am Rhein, 1824–1830 von Carl Ludwig Althans
- Ravensberger Spinnerei in Bielefeld, 1855–1857
- Neubau der Spinnerei N. Marx & Lippmann in Aachen, 1864 von Friedrich Joseph Ark
- Wasserturm auf dem Werder in Bremen, 1871–1873 von Johann Georg Poppe
- Neubauten der Schultheiß-Brauerei in Berlin-Prenzlauer Berg, 1891 von Franz Schwechten
- Zeche Zollern II/IV in Dortmund-Bövinghausen, 1898–1903 von Paul Knobbe, Maschinenhalle 1902–1903 mit Jugendstil-Dekorationen nach Entwurf von Bruno Möhring
- Jahrhunderthalle in Bochum, 1902–1903
- Steiff-Fabrikgebäude, sog. Osthalle, in Giengen an der Brenz, 1903 (wahrscheinlich von Richard Steiff)
- Fabrikanlage der Kaffee-HAG am Holz- und Fabrikenhafen in Bremen, 1906–1907 von Hugo Wagner
- AEG-Turbinenfabrik in Berlin-Moabit, 1908–1909 von Peter Behrens und Ingenieur Karl Bernhard
- Fabrikanlage der Deutschen Werkstätten für Handwerkskunst in Hellerau bei Dresden, 1909–1911 von Richard Riemerschmid
- Chemische Fabrik Moritz Milch & Co. in Luban bei Posen, 1911–1912 von Hans Poelzig
- Fagus-Werk in Alfeld an der Leine, 1911–1914 von Walter Gropius und Adolf Meyer
- Pumpwerk Alte Emscher in Duisburg-Beeck, 1912–1913 von Alfred Fischer
- Fabrikhochhaus Bau 15 der Carl Zeiss AG in Jena, 1915 von Friedrich Pützer
- Hutfabrik Friedrich Steinberg, Herrmann & Co. in Luckenwalde, 1921 von Erich Mendelsohn
- Ernemann-Turm der Heinrich Ernemann AG in Dresden-Striesen, 1922–1924 von Emil Högg und Ingenieur Richard Müller
- Fabrikhochhaus der Weberei Cammann & Co. in Chemnitz-Furth, 1924–1926 von Willy Schönefeld
- Sudturm der Brauerei Gebr. Becker in St. Ingbert, 1925–1928 von Hans Herkommer
- Sudturm der Dortmunder Union-Brauerei, sog. Dortmunder U, in Dortmund, 1926–1927 von Ingenieur Emil Moog
- Erweiterungsbau der Zigarettenfabrik „Haus Neuerburg“ in Hamburg-Wandsbek, 1926–1928 von Fritz Höger
- Turmbau der Nähmaschinenfabrik Singer & Co. in Wittenberge, 1928 von Felix Ascher
- Großmarkthalle in Frankfurt am Main, 1928 von Martin Elsaesser
- Schachtanlage Zeche Zollverein XII in Essen-Stoppenberg, 1928–1932 von Fritz Schupp und Martin Kremmer
- HE-Gebäude der VERSEIDAG in Krefeld, 1931–1935 von Ludwig Mies van der Rohe
- Kraftwerk Peenemünde auf Usedom, 1943 (wahrscheinlich von Hans Hertlein)
- Wirkturm der Schubert & Salzer Firmengruppe in Chemnitz, 1927 (von Erich Basarke)

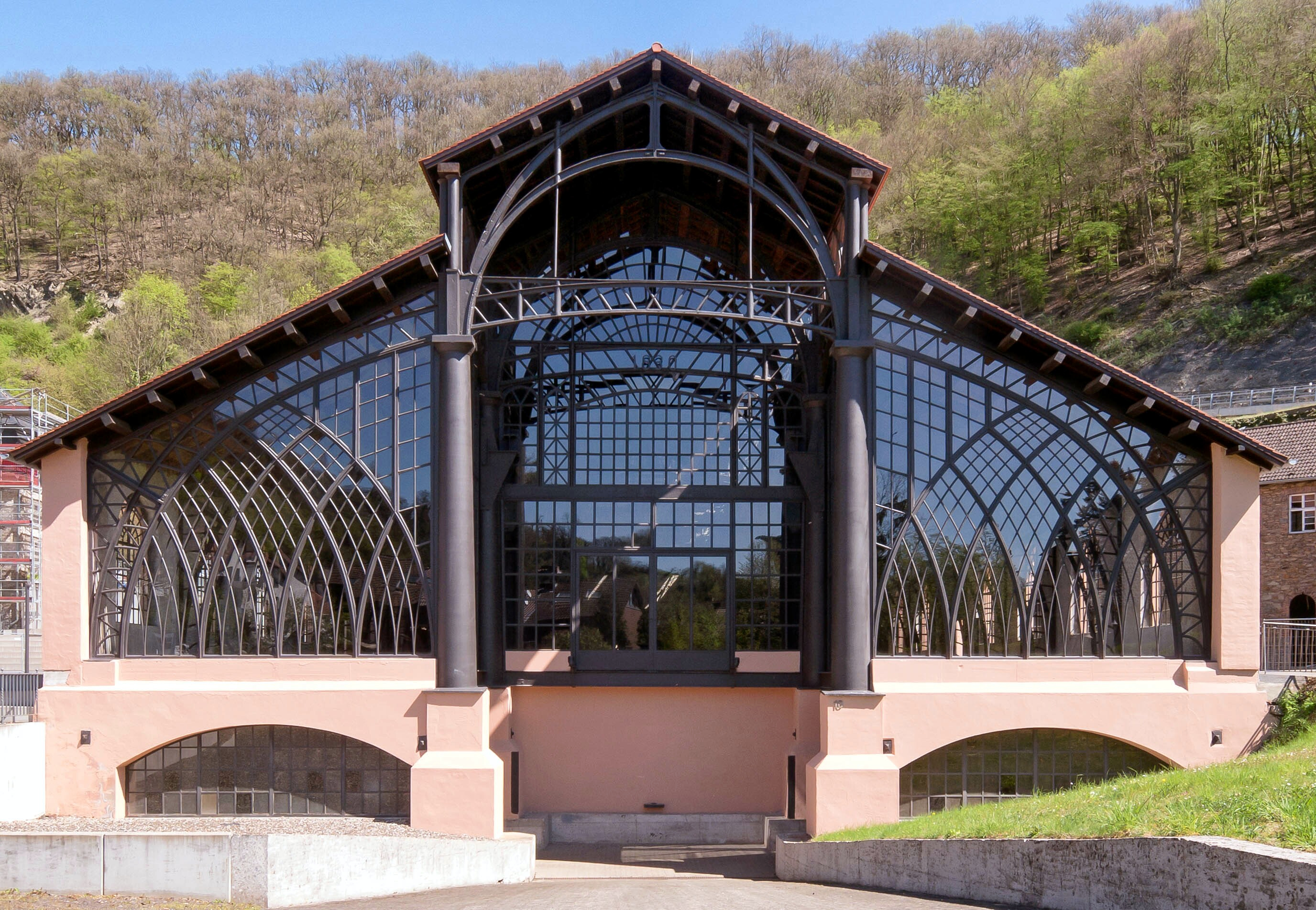
Gießereihalle der Sayner Hütte
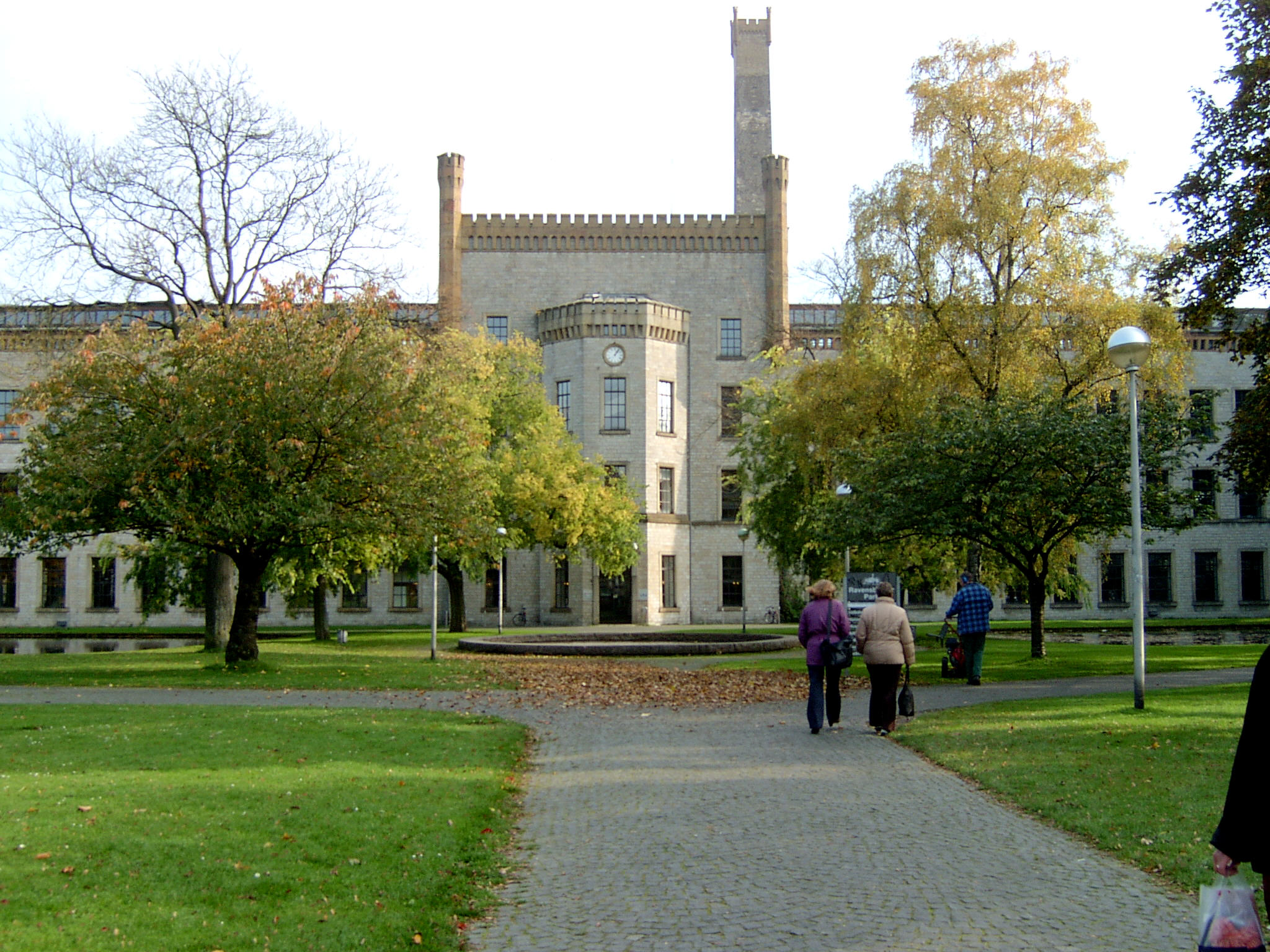
Ravensberger Spinnerei
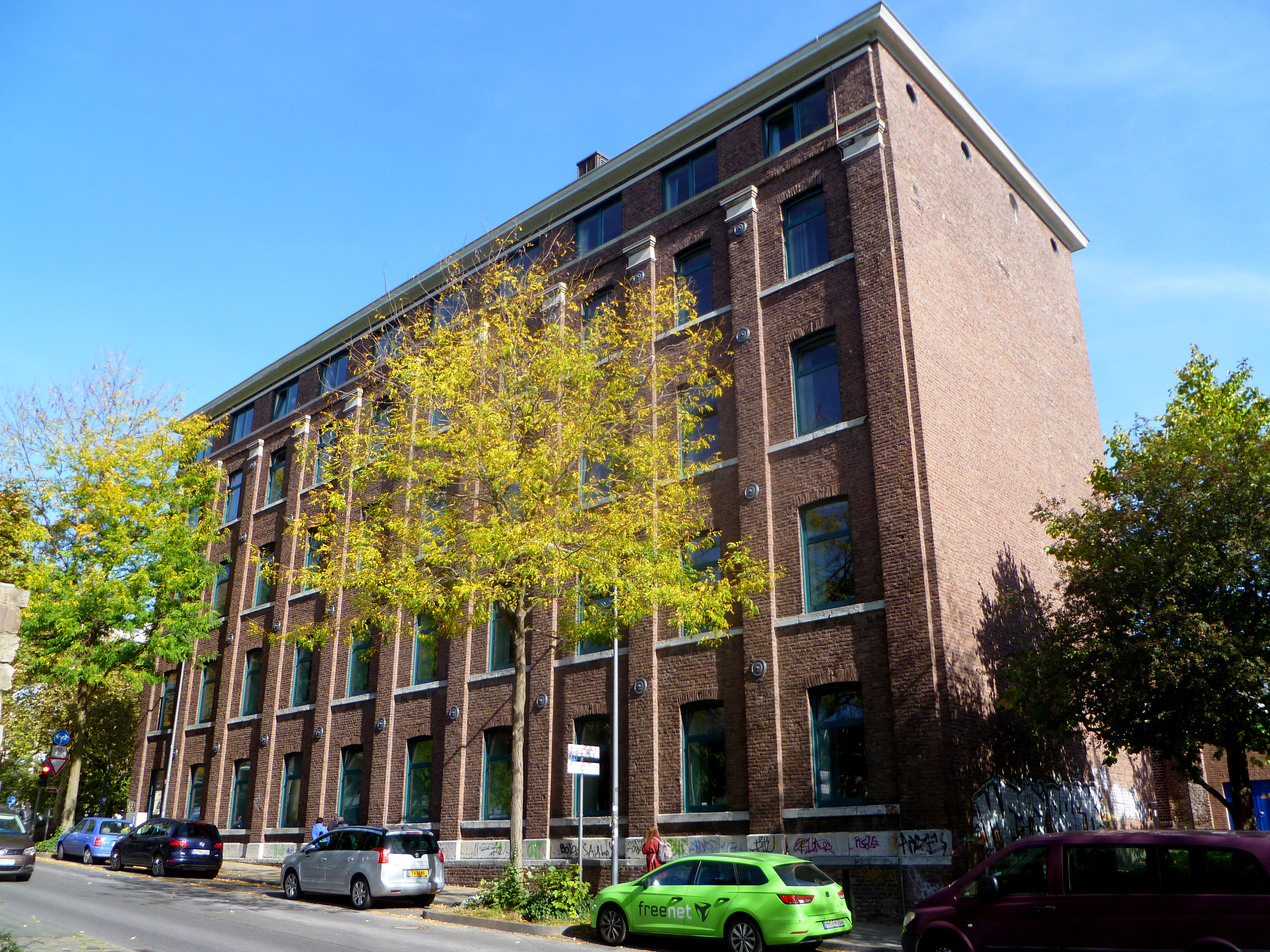
Spinnerei N. Marx & Lippmann
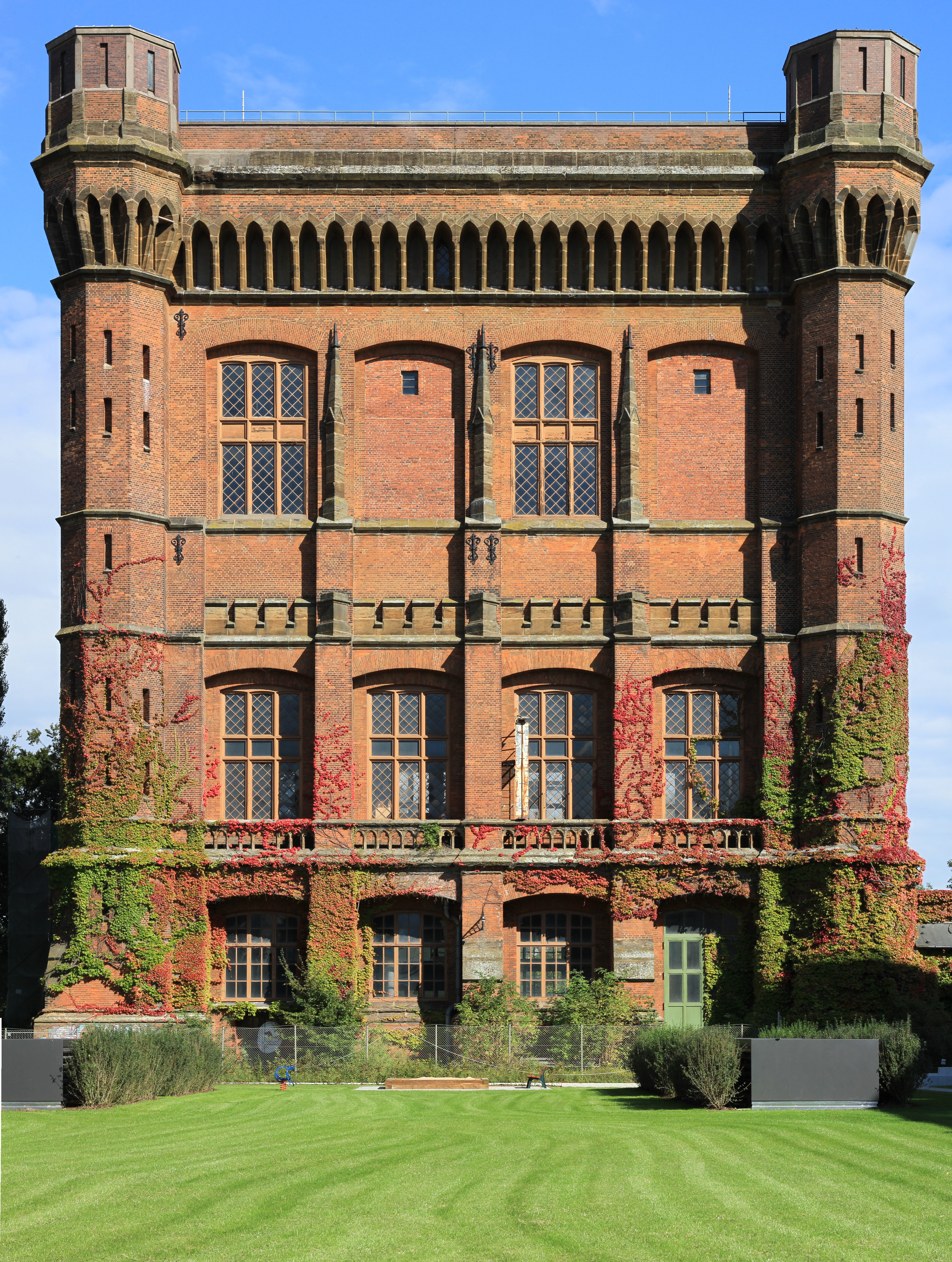
Wasserturm auf dem Werder
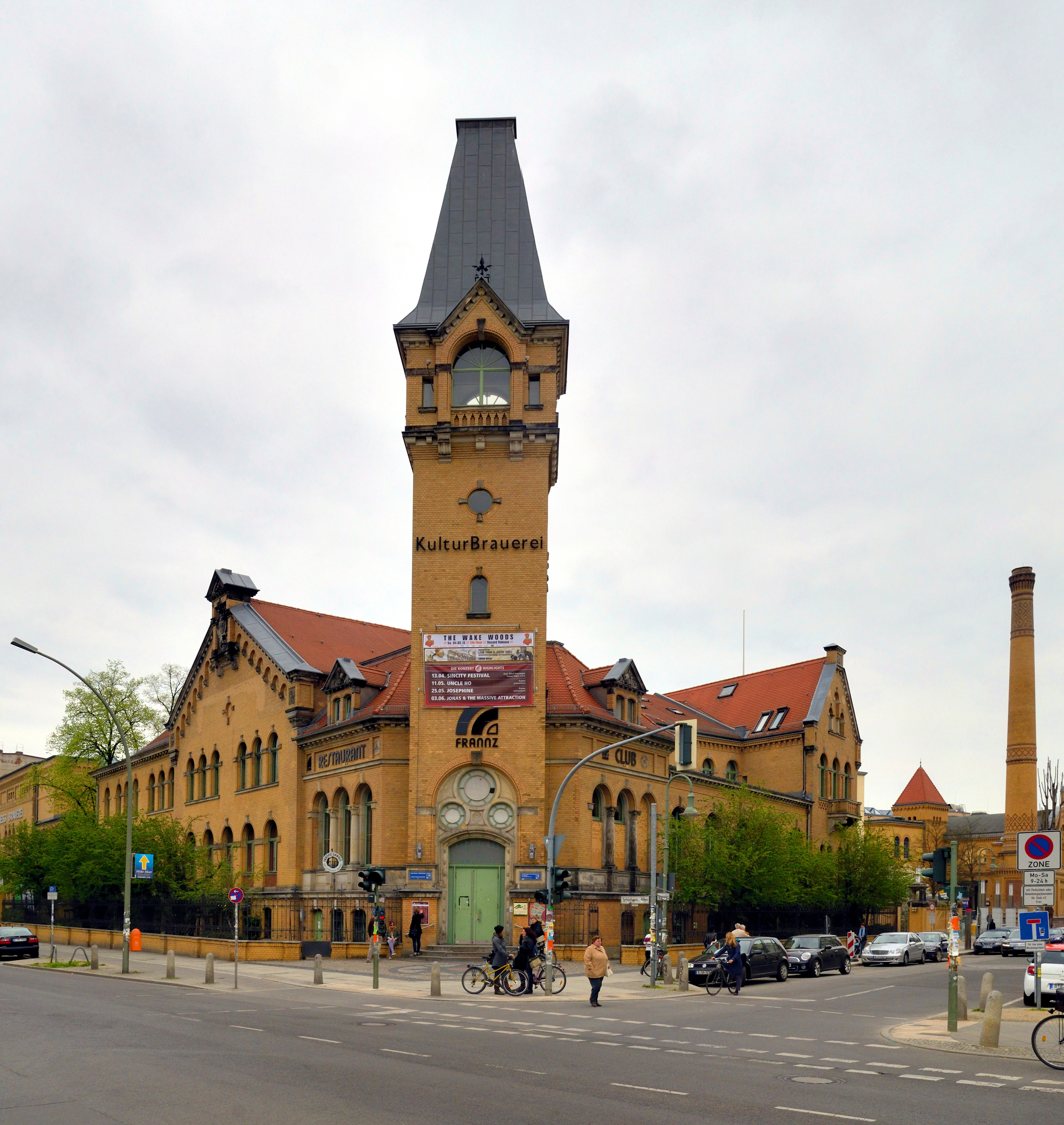
Schultheiß-Brauerei Berlin-Prenzlauer Berg
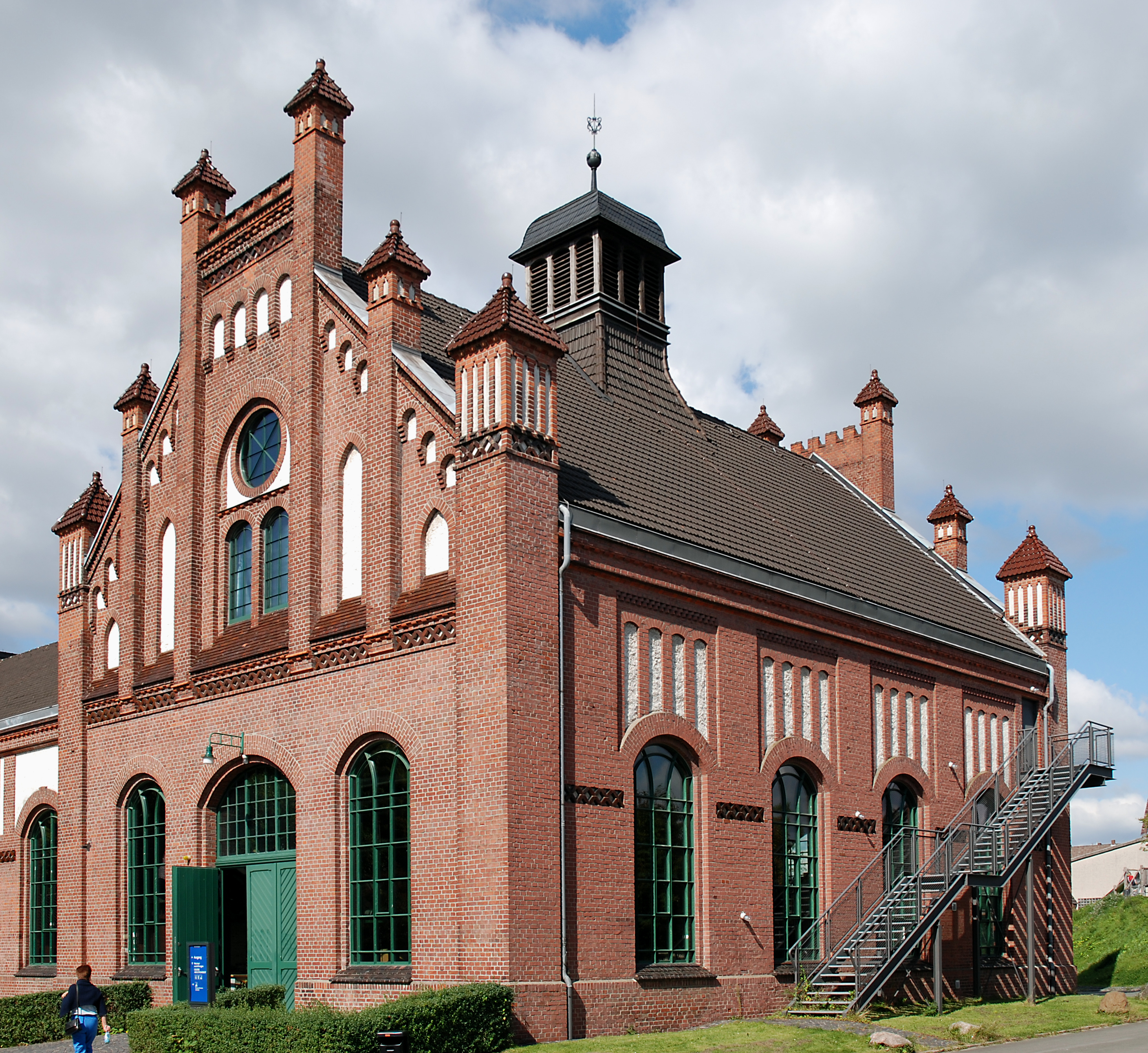
Werkstattbau der Zeche Zollern II/IV
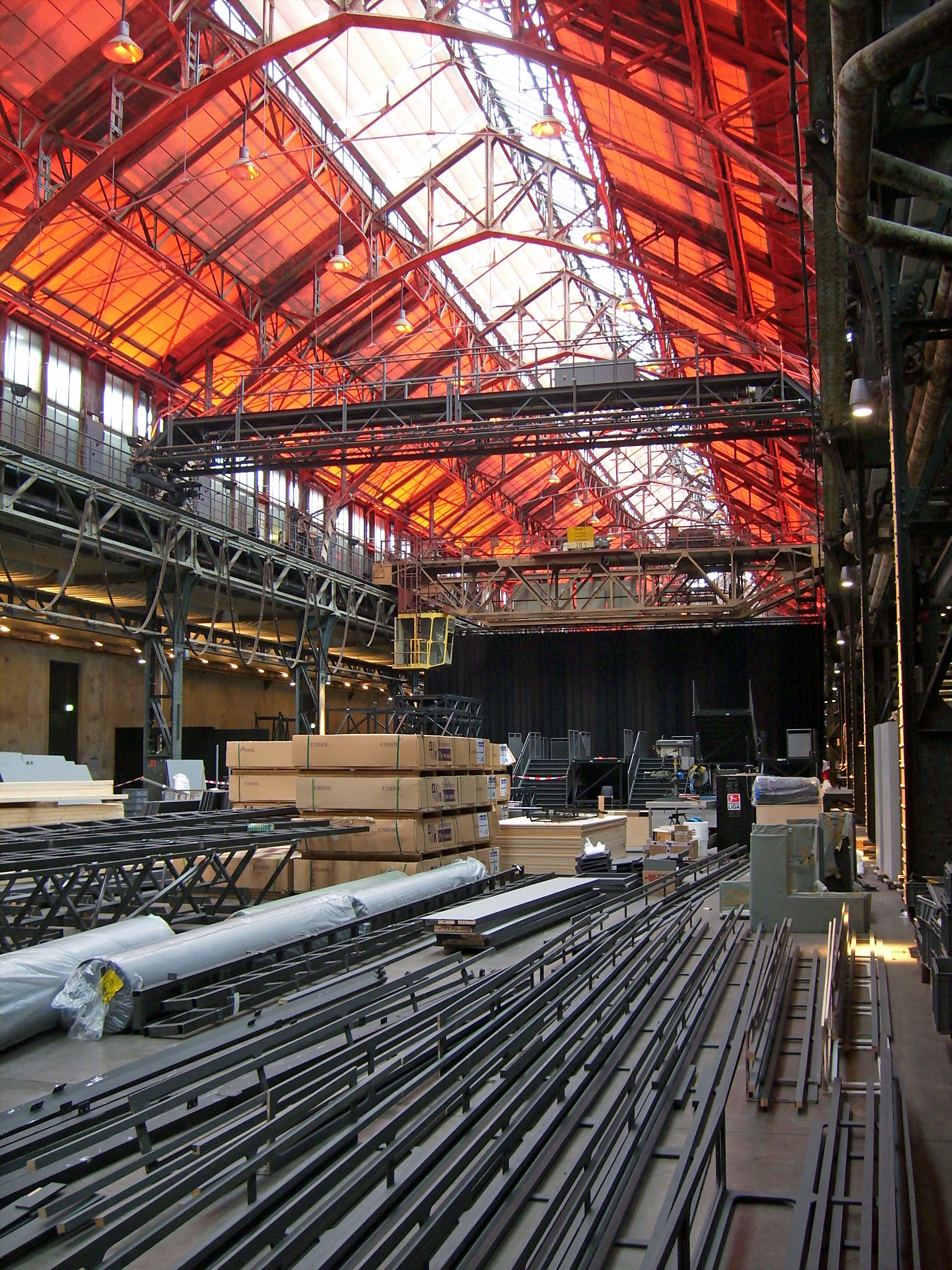
Inneres der Jahrhunderthalle Bochum
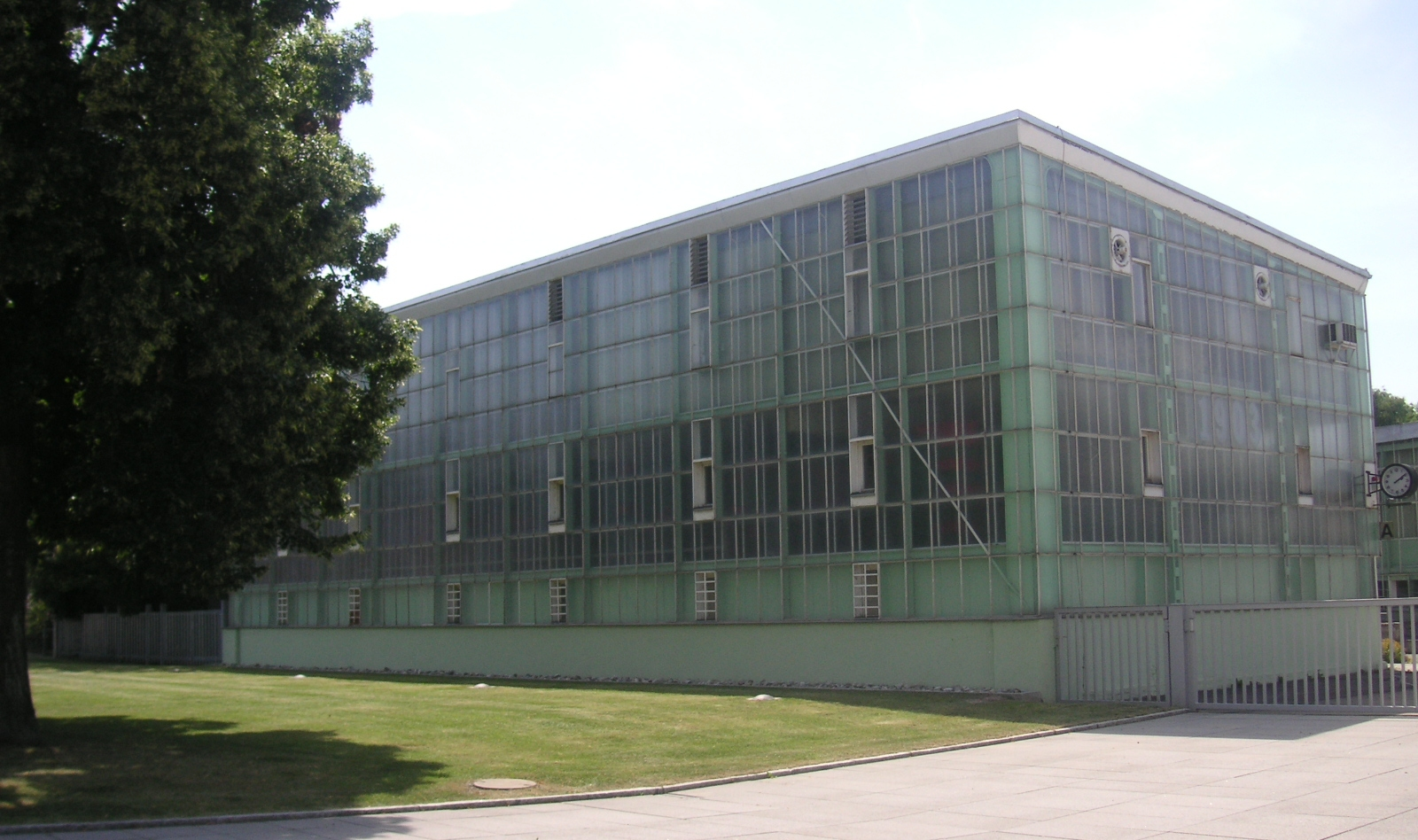
Steiff-Osthalle
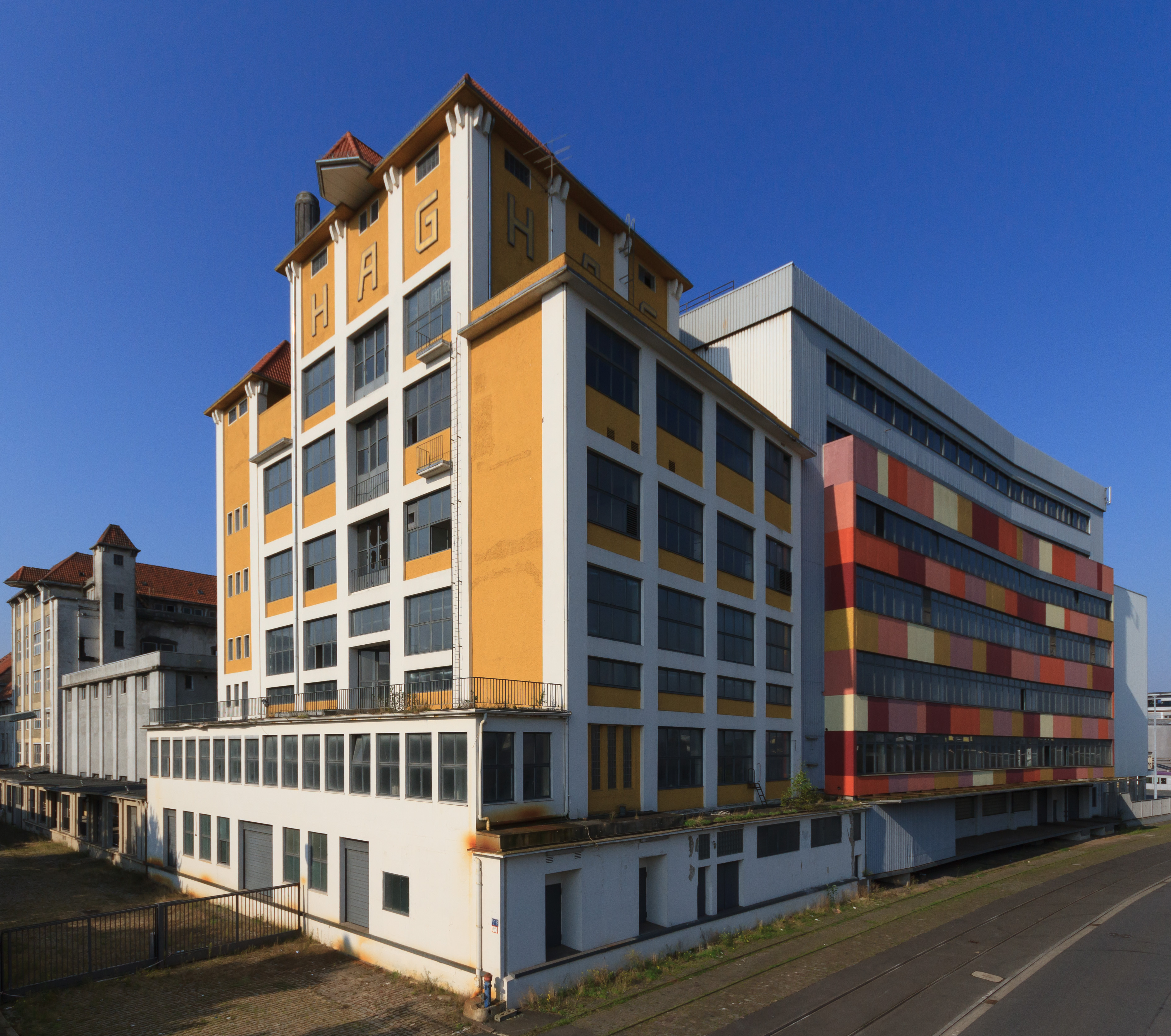
Fabrikanlage der Kaffee-HAG
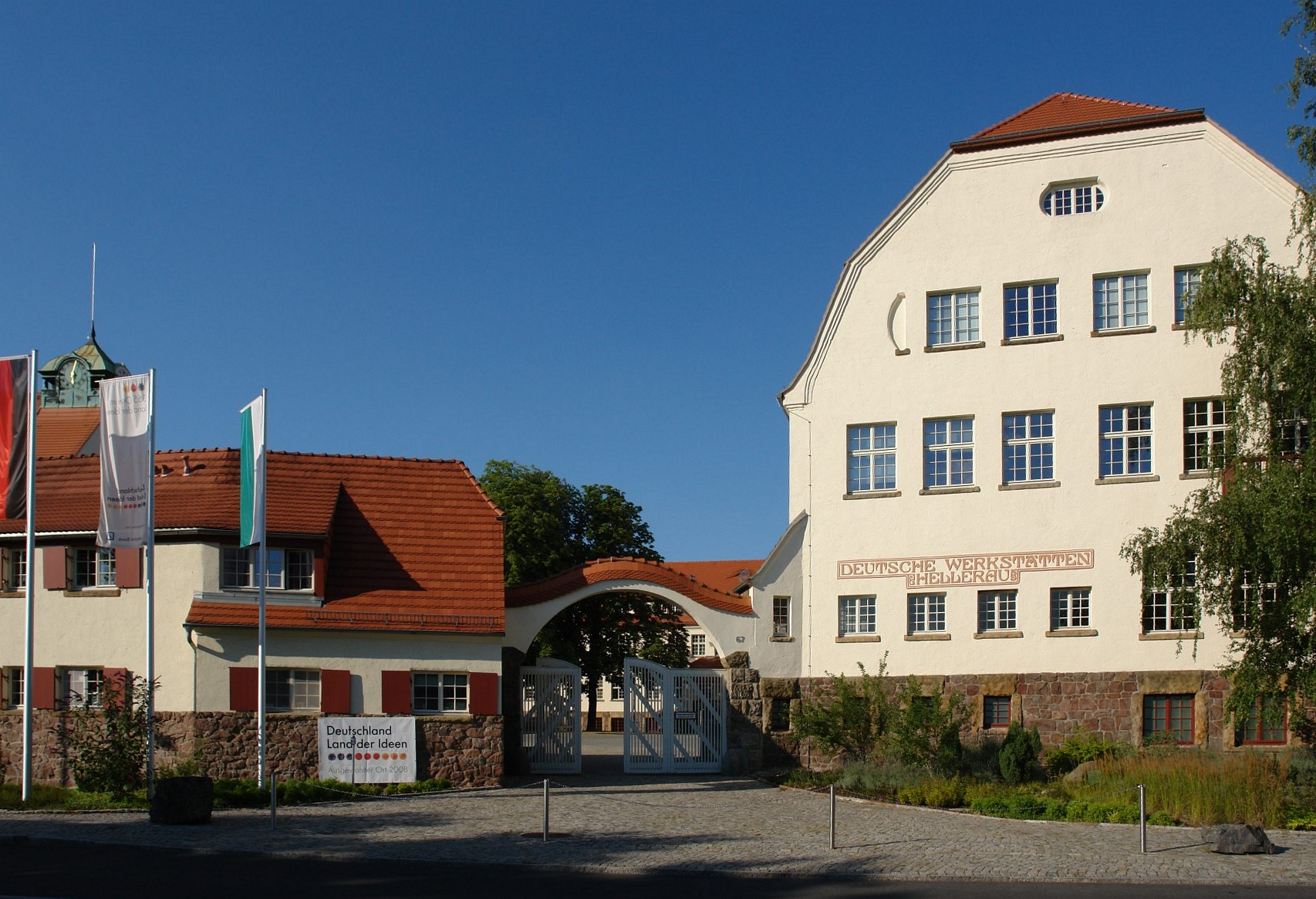
Deutsche Werkstätten für Handwerkskunst Hellerau
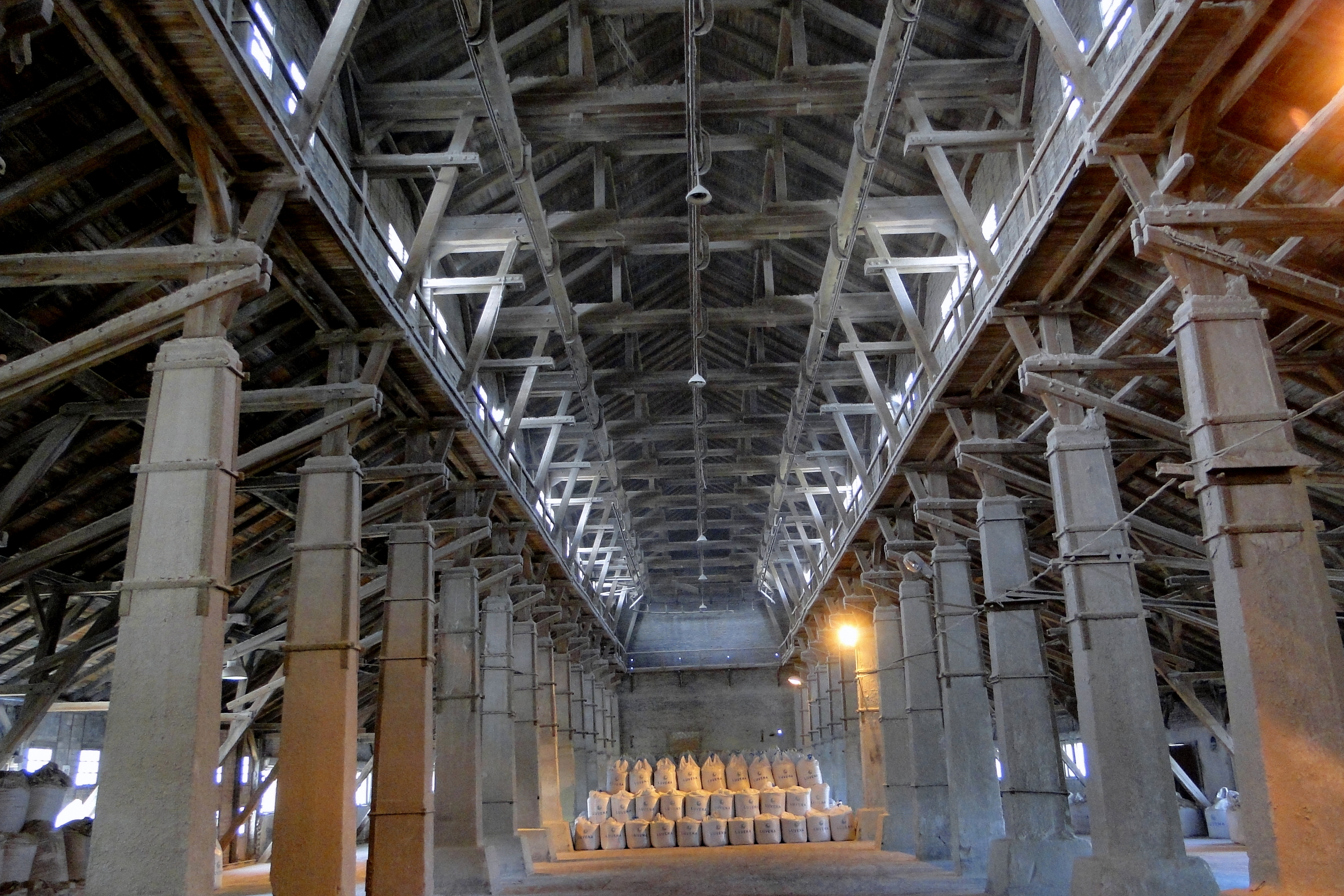
Superphosphat-Lager der Chem. Fabrik Moritz Milch & Co.
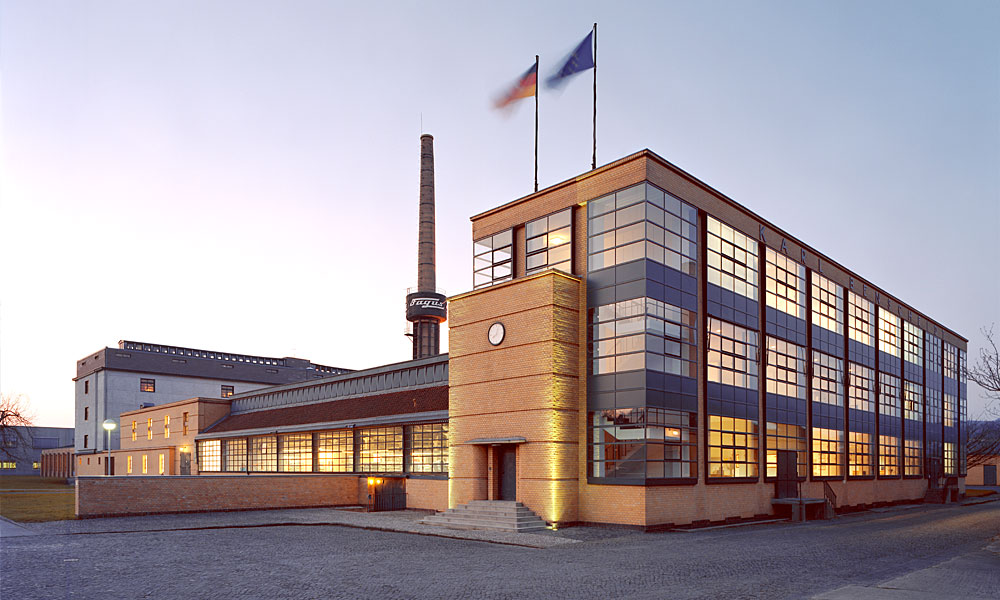
Fagus-Werk
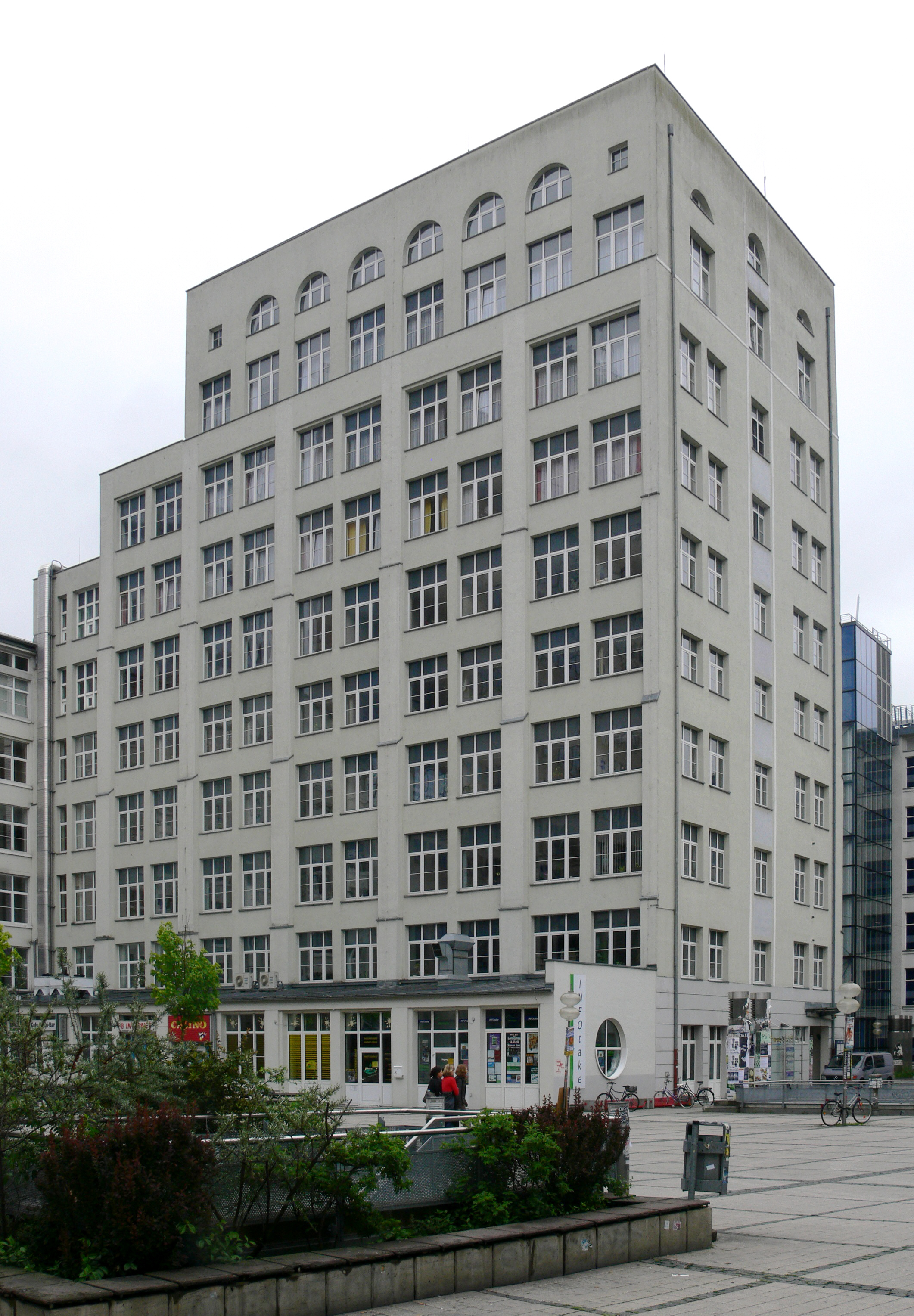
Bau 15 der Carl Zeiss AG
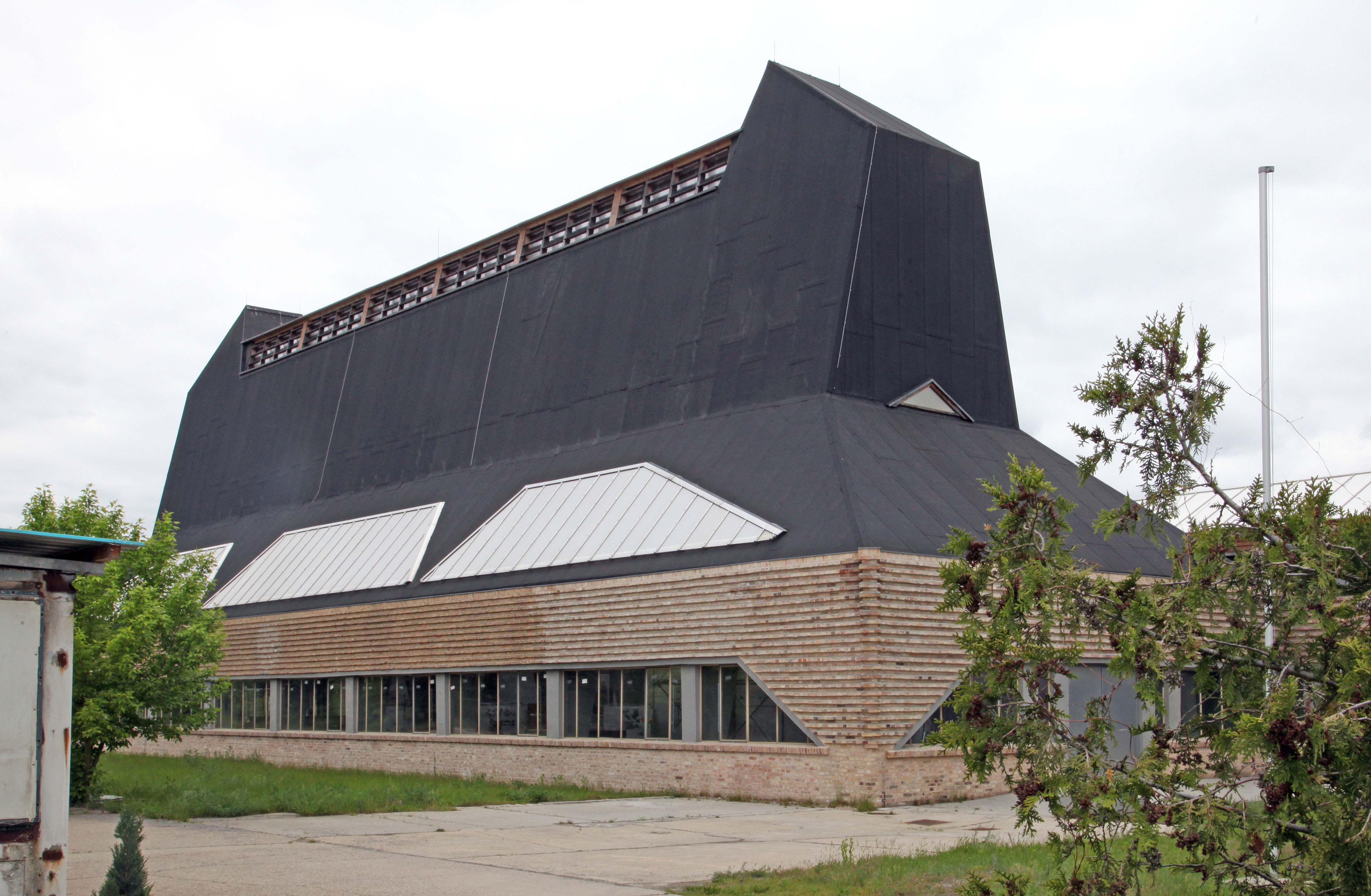
Färberei der Hutfabrik Steinberg, Herrmann & Co.
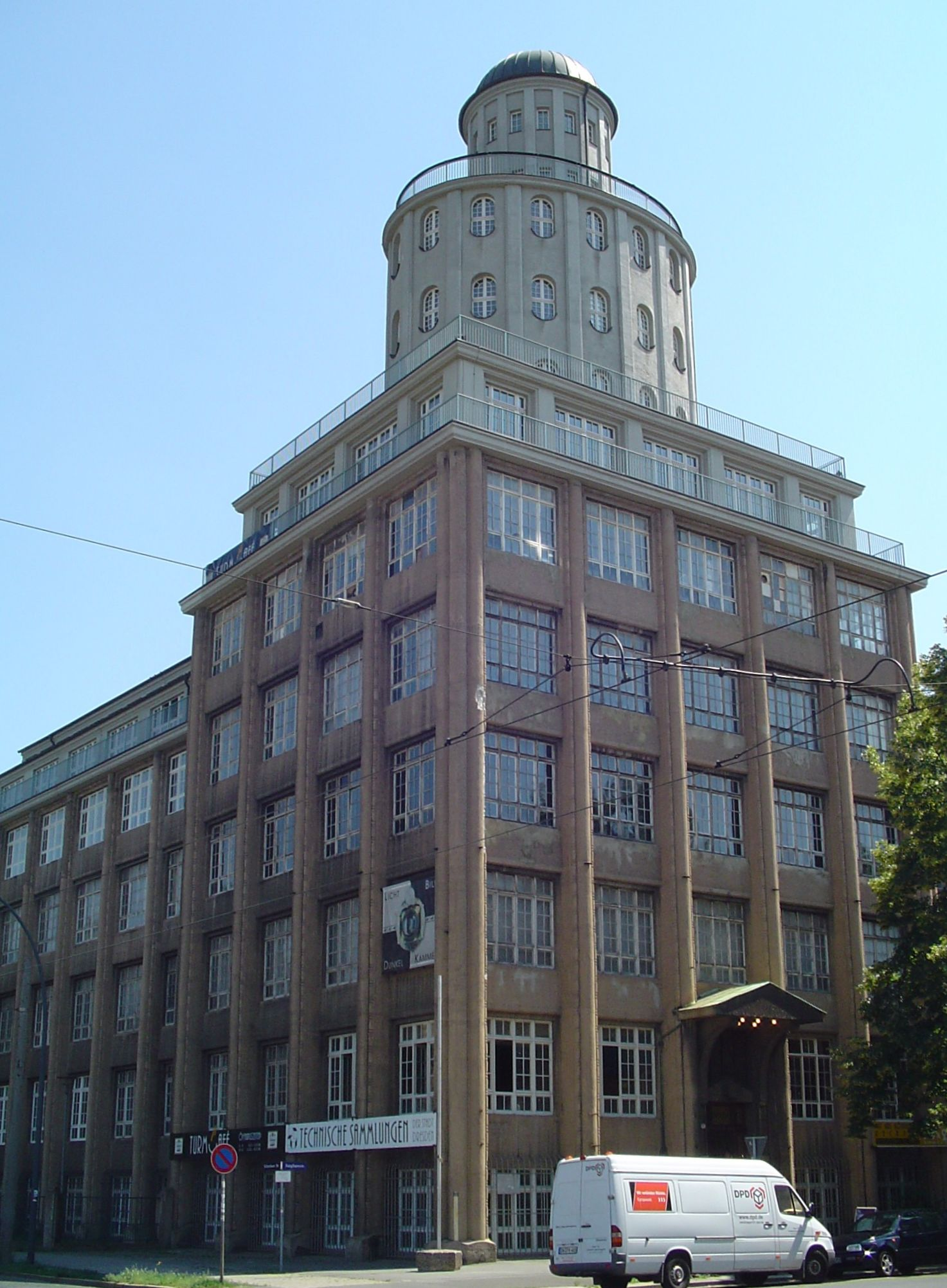
Ernemann-Turm
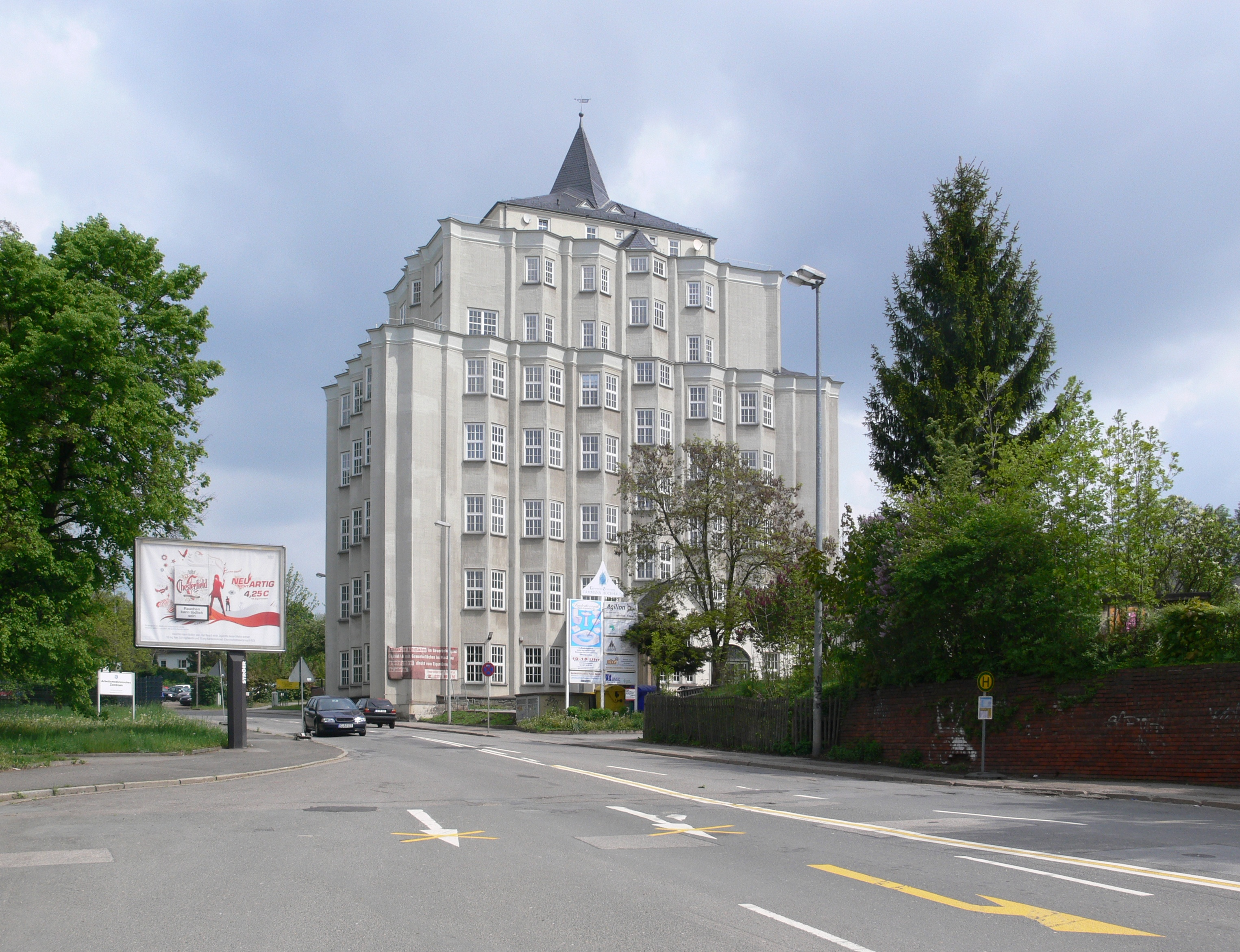
Cammann-Hochhaus
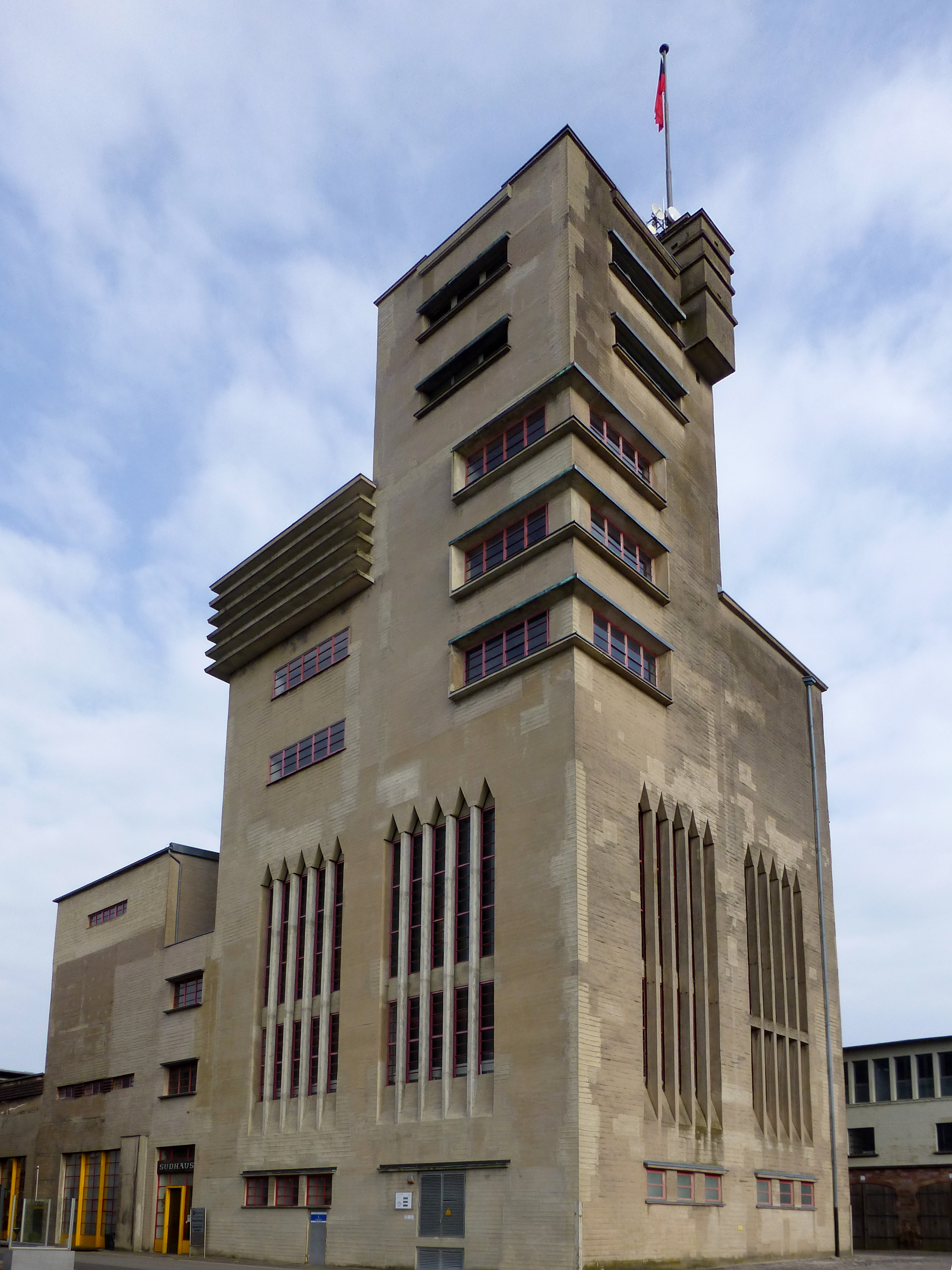
Sudturm der Brauerei Gebr. Becker
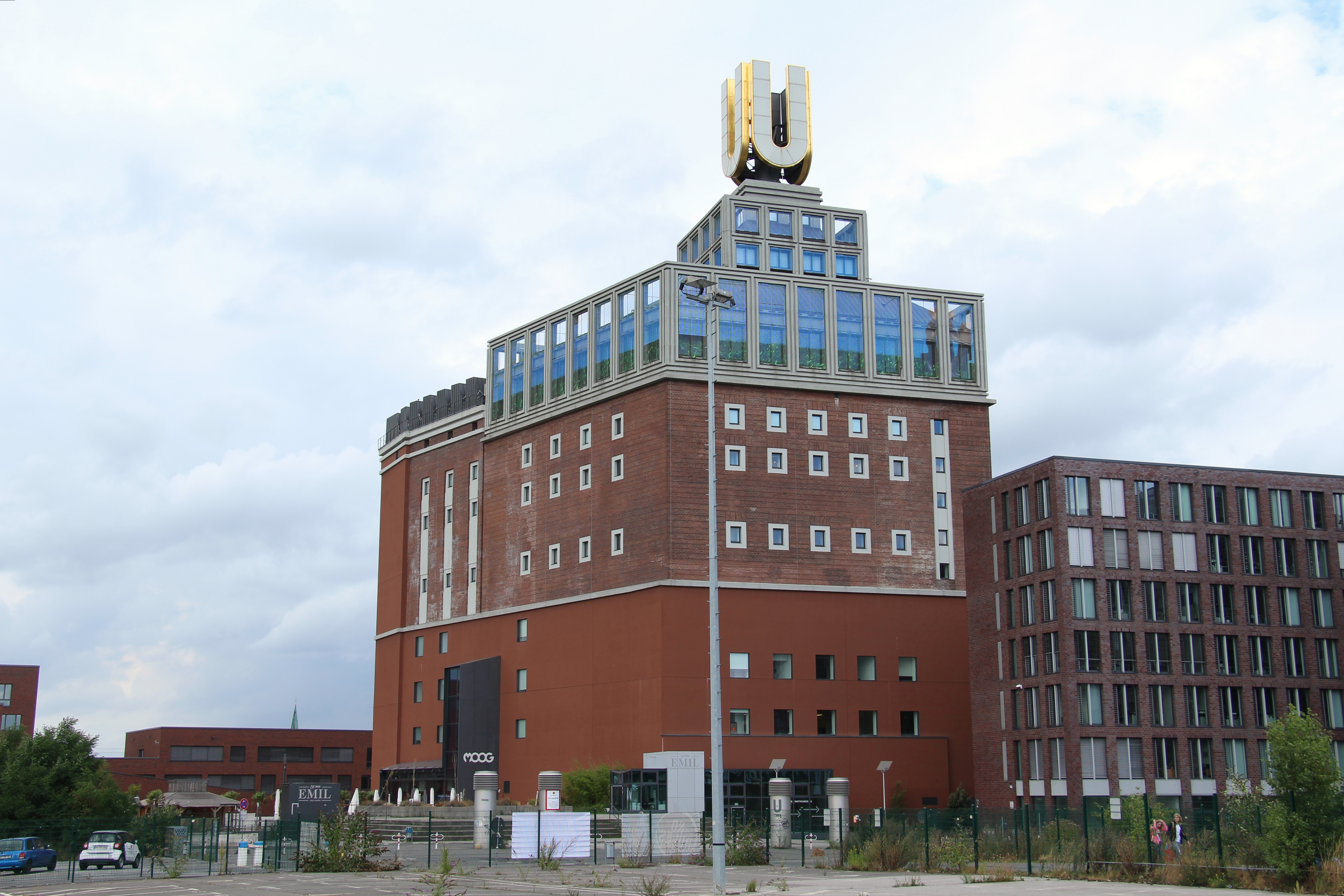
Sudturm der Dortmunder Union-Brauerei
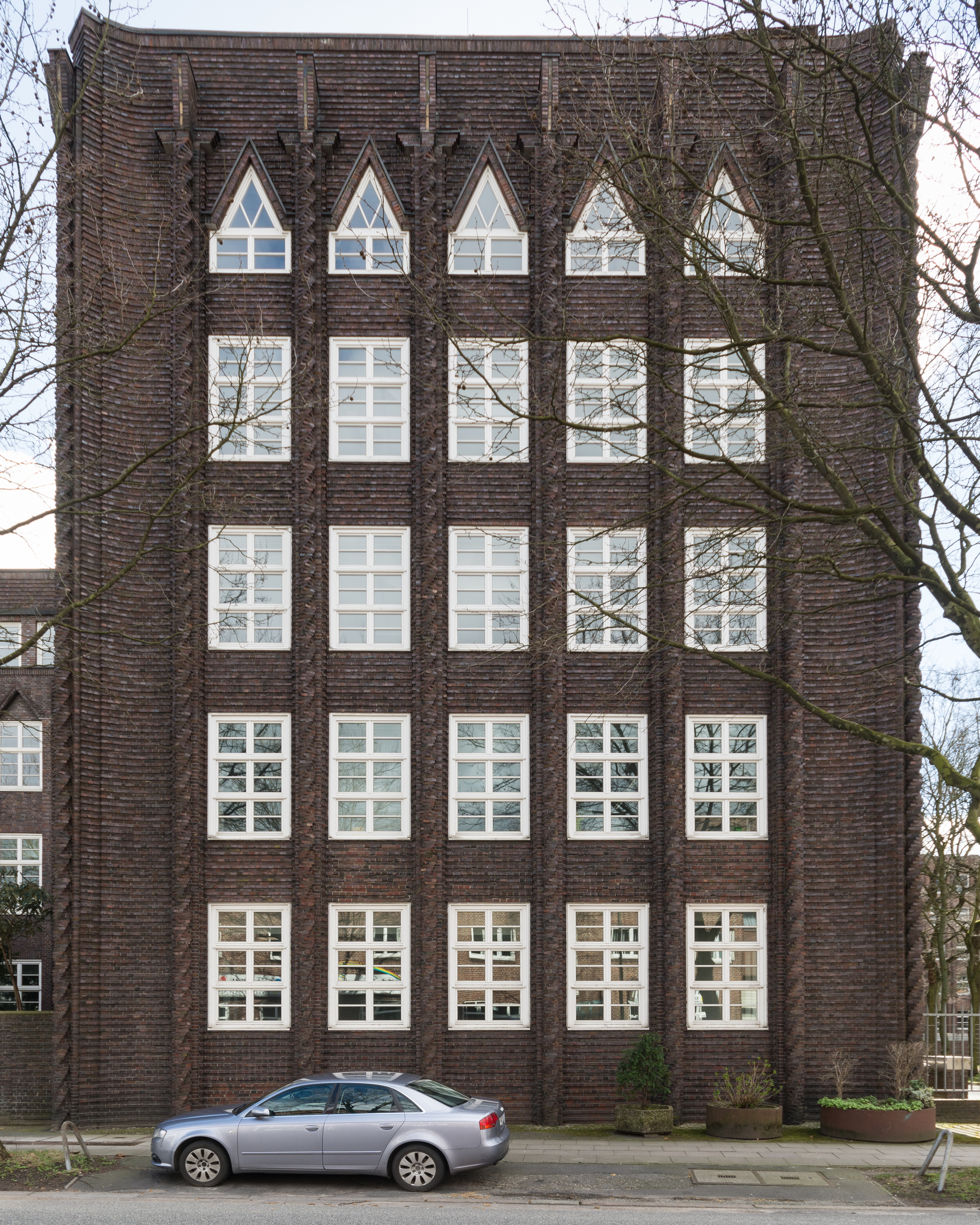
Stirnseite der Zigarettenfabrik „Haus Neuerburg“
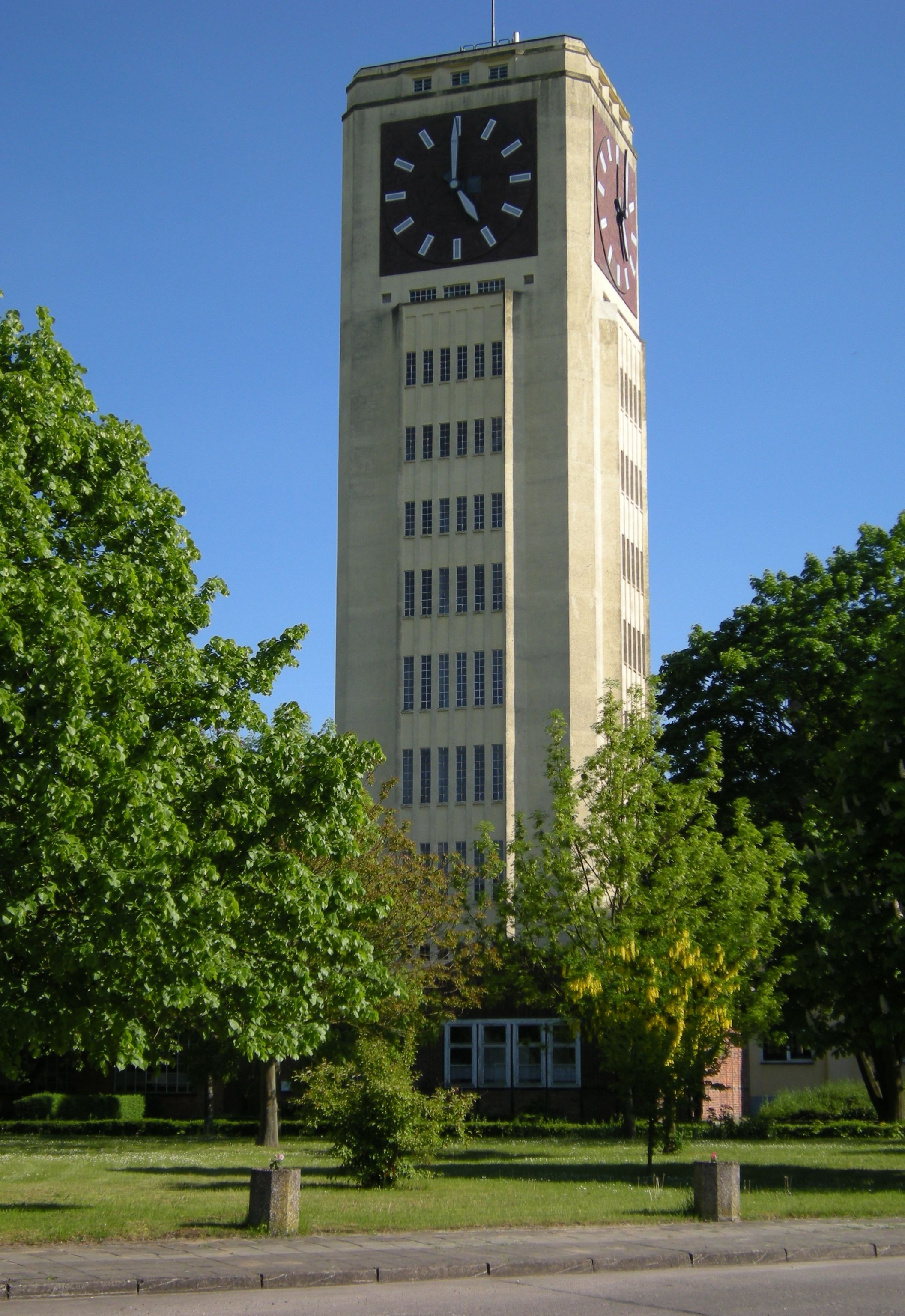
Turmbau der Nähmaschinenfabrik Singer & Co.
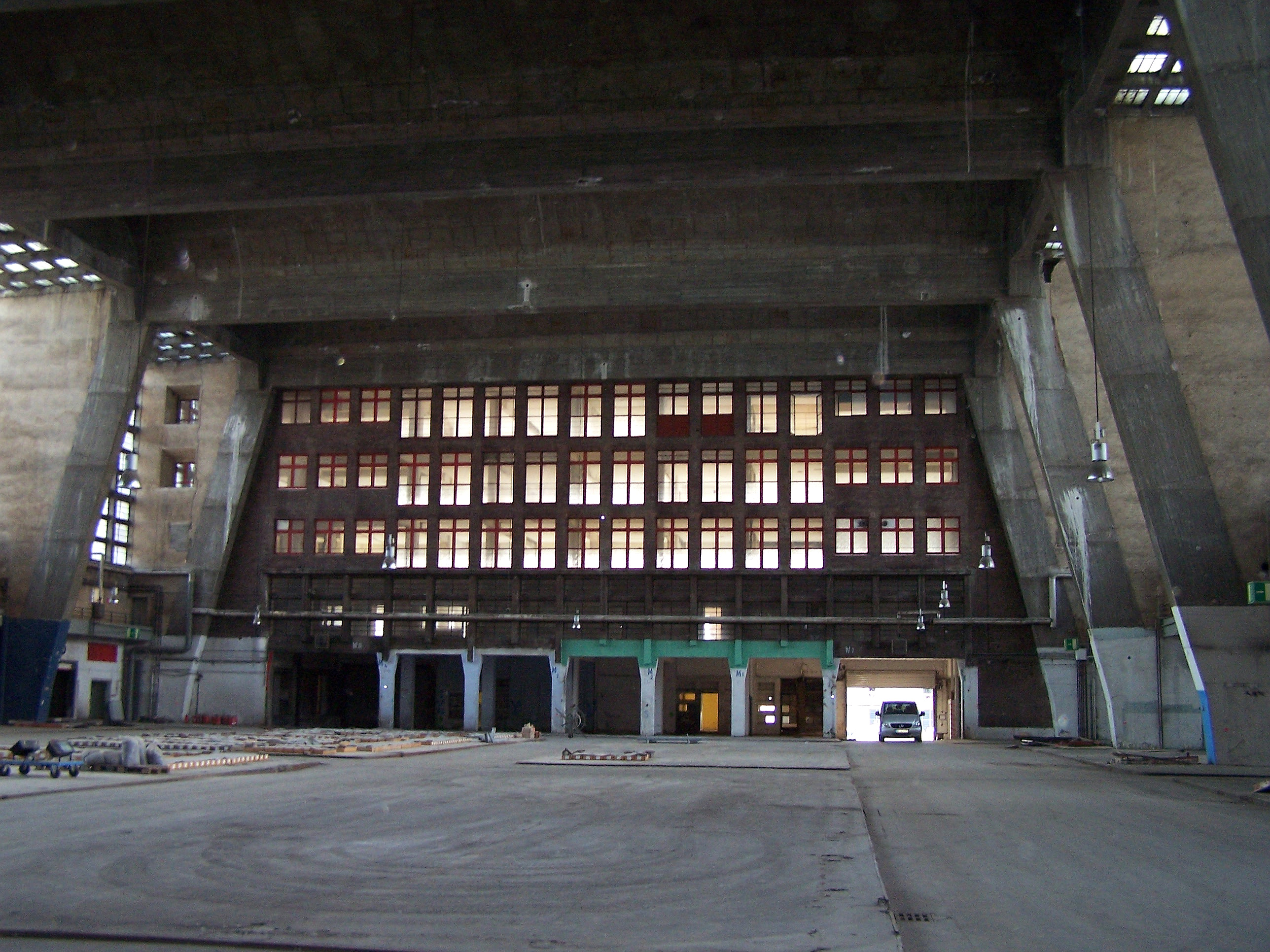
Inneres der Frankfurter Großmarkthalle
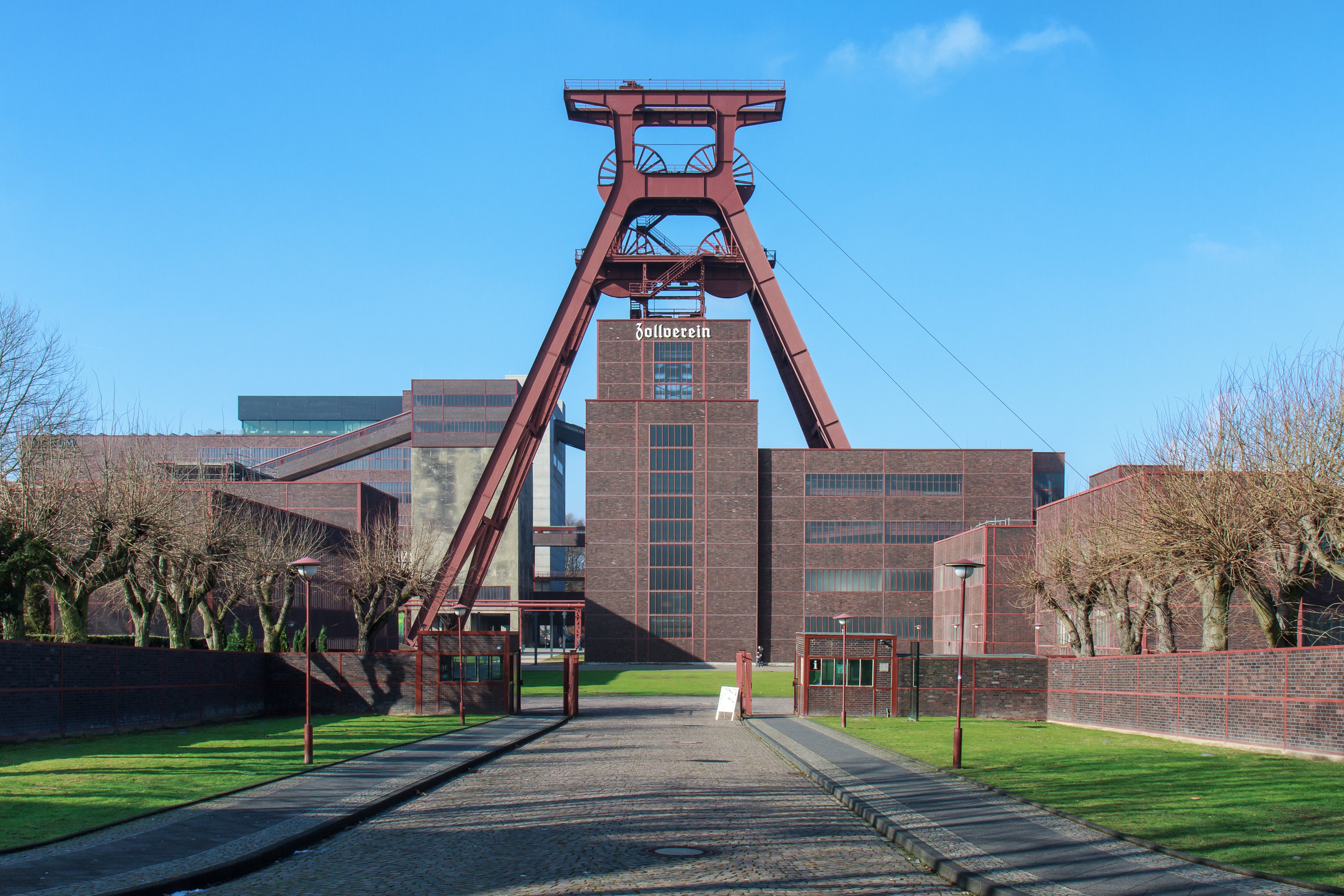
Zeche Zollverein XII
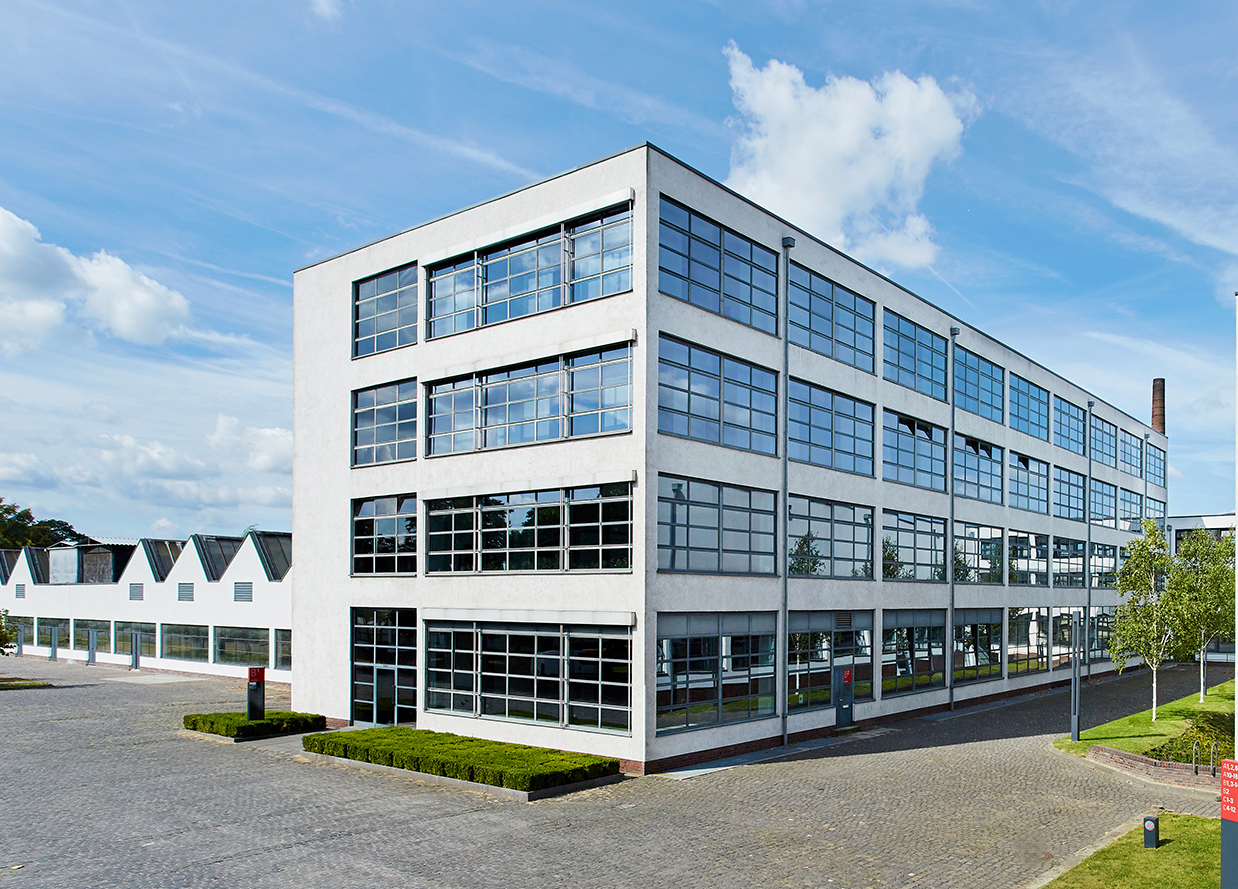
HE-Gebäude der VERSEIDAG
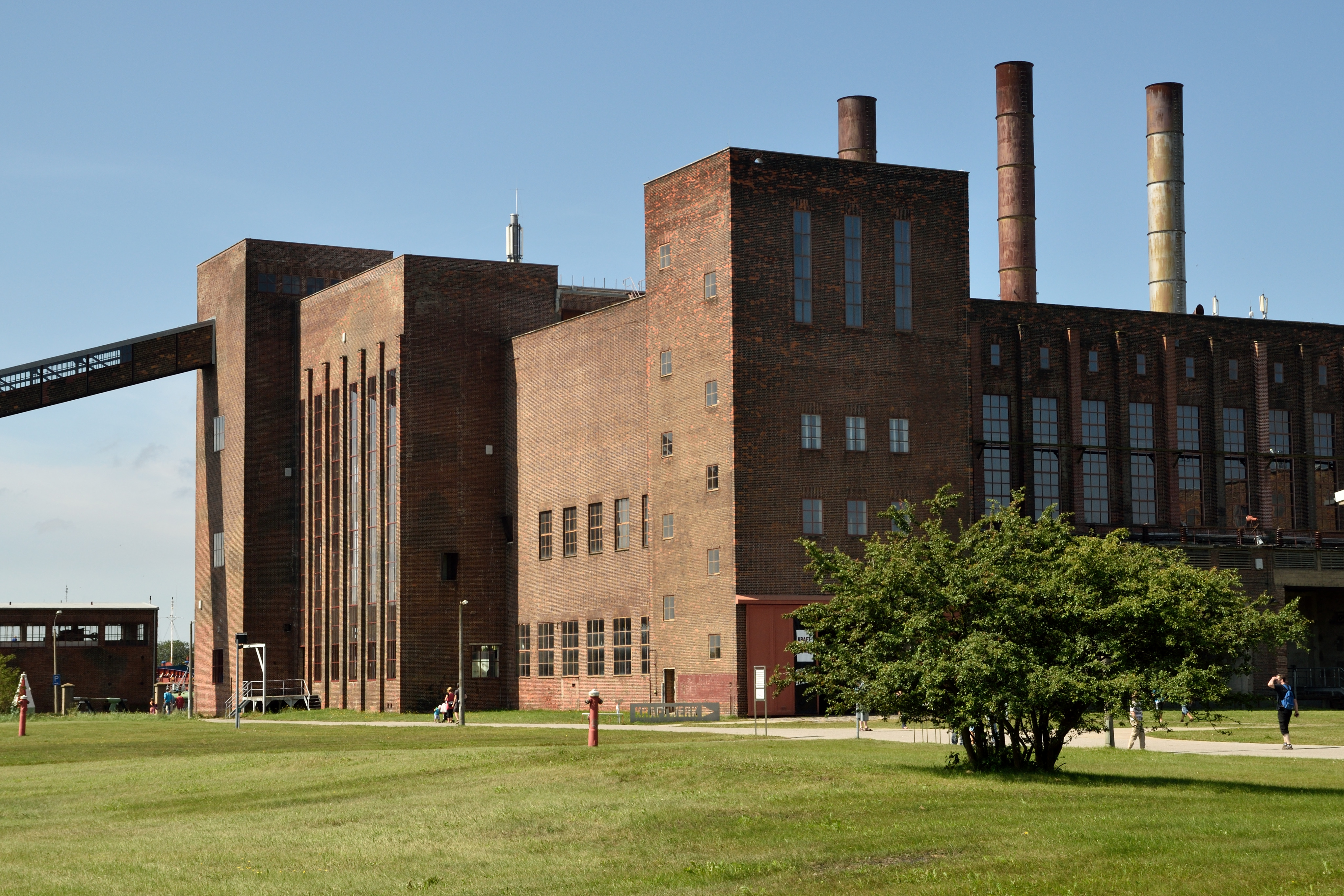
Kraftwerk Peenemünde

## Industriekultur und die Stadt
Vielfältig ist inzwischen die Rede von der Industriekultur, die in Museumsstraßen oder Ausstellungen über eine Region oder einen Industriezweig deren Verknüpfung mit der architektonischen Formensprache zeigt. War zunächst oft von einer Zerstörung oder zumindest Zersiedelung der Landschaft durch die Industrieansiedlung die Rede, stellen manche Firmen heute den Anspruch auf, das Stadtbild ihres jeweiligen Standortes positiv zu prägen. Die Eheleute Becher, aufgrund ihres Werks als fotografische Industriearchäologen bezeichnet, sprechen von einer Gleichrangigkeit der Sakralarchitektur des Mittelalters und der Industriearchitektur.